# ヴァシリー・ワイノーネン
ヴァシリー・イヴァノヴィチ・ワイノーネン（ロシア語: Васи́лий Ива́нович Вайно́нен、ラテン文字転写例：Vasili Ivanovich Vainonen, 1901年2月21日 - 1964年3月23日）は、ソビエト連邦の振付家で、民族的な出自はイジョラ人である。1930年から1938年にかけてキーロフ・バレエ（現在のマリインスキー・バレエ）で活躍した。
19歳の時に主に小劇場のために振付を始め、間もなく名を成した。キーロフ・バレエでの最初の仕事はショスタコーヴィチのバレエ『黄金時代』の振付で、V・P・チェスナコフとレオニード・ヤコブソンとの共同であったが、その後はあまり安定しなかった。ワイノーネンが振り付けた部分は西洋のダンス様式を用いていたため検閲を受け、作品自体も長らくお蔵入りとなった。
この時期にワイノーネンが振り付けた作品の中で、今日でも上演されるのは1932年の『パリの炎』であり、ボリス・アサフィエフがフランス革命歌のメロディーを取り入れた音楽が用いられている。台本はニコライ・ヴォルコフとウラジーミル・ドミトリエフで、フェリックス・グラの小説に取材して書かれたものである。1932年11月7日にレニングラードのキーロフ劇場で初演され、ナタリア・ドゥジンスカヤがミレイユ・ド・ポワティエ、ワフタング・チャブキアーニがジェローム、オルガ・ジョーダンがジャンヌ、ニーナ・アニシモワがテレーズ、コンスタンチン・セルゲーエフがミストラルを演じた。ロシア革命15周年を記念して制作され、フランス革命とロシア革命を相通じるものとみなした「ソ連の英雄的バレエ」の代表例とされている。翌年にはボリショイ劇場でわずかに改訂された形でモスクワ初演が行われ、ジェローム役は当初ワフタング・チャブキアーニ、後にアレクセイ・エルモライエフが演じた。
これ以外に有名な作品としては、チャイコフスキーの『くるみ割り人形』の1934年版が挙げられる。これは1954年に蘇演された他、1994年の再演がDVDで入手可能になっているが、今日でもマリインスキー・バレエのレパートリーに残っている。この版では「主人公の少女を大人のダンサーが演じる」という演出がなされているが、これは例えばロイヤル・バレエ団が上演するピーター・ライト版など以降に行われた改訂の多くに取り入れられている。また、ミハイル・バリシニコフやユーリー・グリゴローヴィチなど、ワイノーネン版からアイデアを得て改訂を行った者も多い。
例えば、バリシニコフは自身の改訂版にワイノーネンの「雪片のワルツ」の振付を借用し、ワイノーネンの名をクレジットしている。また、ワイノーネンのように、第一幕のクリスマスパーティーでドロッセルマイヤーが人形劇を見せるシーンを含めている。この人形劇には王子、王女、ネズミの王が登場しており、後のシーンの伏線となっている。
その後はクラシック・バレエの改訂版に取り組み、『ライモンダ』（1938年、キーロフ劇場）、『アルレキナーダ』（1945年、ミンスク劇場）、『眠れる森の美女』（1952年、ノヴォシビルスク劇場）などを制作した。他にヴァシレンコの『ミランドリーナ』（1949年、ボリショイ劇場; 1965年、ナヴォイ劇場）、『ガイーヌ』（1957年、ボリショイ劇場）、スメタナのオペラ『売られた花嫁』（1948年、ボリショイ劇場）などがある。また、パーヴェル・マリヤレフスキーと共同でシチェドリンの『せむしの仔馬』の台本を執筆した他、ダンス付きオペラなどの振り付けも行った。
1951年から1953年にかけて、ノヴォシビルスク・オペラ・バレエ劇場バレエ団を率いた。1947年には『パリの炎』により第1席スターリン賞を受賞した。クラウディア・アルマシェフスカヤと結婚したが、1964年3月23日に亡くなり、モスクワのノヴォデヴィチ墓地に埋葬された。